# Remedios Jover Cánovas
Remedios Jover Cánovas, de apodo Remedios “La Casera”, conocida también por la Teniente Remedios (Aïn El Turk, Orán, Argelia francesa, 16 de marzo de 1899), es una de las pocas mujeres que ocuparon,  desde prácticamente el inicio la guerra civil española  hasta su salida al exilio a Francia en febrero de 1939, un cargo oficial con mando en el Ejército de la República.
Es un caso muy especial ya que en octubre de 1936,  un decreto del Gobierno de Largo Caballero se remitía a  las mujeres milicianas a tareas en la retaguardia. Pese a ello Remedios Jover Cánovas, formó parte del Estado Mayor bajo las órdenes del Comandante Manuel Tagüeña Lacorte, hasta los últimos días del éxodo militar y civil de febrero de 1939.

## Biografía
Remedios Jover Cánovas nació en Ain El Turk, Orán el 16 de marzo de 1899, y fue bautizada como Mª Teresa Remedios. Sus padres eran unos emigrantes españoles en la Argelia francesa, que trabajaban en este país como mano de obra agrícola. En 1906 la familia vuelve a España y establece su residencia en  Novelda (Alicante), ya que eran oriundos del lugar. En el año 1914 encuentran trabajo como  encargados o caseros de una de las propiedades del terrateniente alicantino  Eleuterio Abad en Petrel, la finca “la Foia”, y establecen allí su residencia. Es este nuevo trabajo de sus padres lo que dará a la familia su apodo de “Les Caseros”.
Cuando creció Remedios comenzó a trabajar en una fábrica de lonas en Petrel, propiedad de Vicente Castelló y Compañía. Las continuas movilizaciones de trabajadores contra la explotación, las huelgas y las diversas reivindicaciones sirvieron de aprendizaje para Remedios en contra del capitalismo  de principios del siglo XX.
En 1921 cierra la fábrica de lonas y Remedios entra a trabajar como aparadora en la fábrica Calzados Luvi S.A.de Petrel.
Pese a que se sabe que el padre de Remedios era militante socialista, y pese a constar que Remedios ayudaba a sobrellevar las penurias económicas a los huelguistas de las fábricas, no hay constancia de que estuviera afiliada a algún partido político o sindicato. Lo que sí se sabe es que cuando estalló  la guerra Remedios, que era una madre sola (su marido, Miguel Aracil, había desaparecido sin dejar rastro años antes, en el año 1931) con dos hijos, estaba recaudando fondos para apoyar a las familias de los huelguistas, formando parte de en una Filarmónica improvisada que con un carro recorría andando la provincia.

### Estallido de la Guerra
Poco después del golpe de Estado, Remedios Jover ya estaba integrando el  improvisado ejército voluntario que defendía Madrid. Remedios formaba parte, desde agosto del 36,  junto a miembros de  las Juventudes Socialistas Unificadas, (JSU), como Francisco Beltrán y Bonifacio Mollá, junto con otros amigos y compañeros de la Confederación Nacional de Trabajadores, (CNT) como Vicente Aracil,  de la 8.ª Compañía del Batallón Octubre 11, bajo las órdenes de Fernando de la Rosa. Destinados en el frente de Guadarrama, vivió unos de los combates más brutales de los primeros meses de la guerra. Su valor en el combate hizo que fuera ascendida el 3 de septiembre a sargento.
A finales de septiembre (el 28) volvió a ser ascendida tras ser herida en un combate llevado a cabo en Cabeza Líjar y casi dada por muerta, siendo nombrada teniente, una vez recuperada y dada de alta del hospital de El Escorial; cargo que seguirá manteniendo al finalizar la guerra.
Volvió al frente el 31 de octubre, incorporándose a la 30.ª Brigada Mixta perteneciente a la 2.ª División del Ejército del Centro; formada por varios batallones, entre ellos el «Octubre» n.º 11. En esta compañía establece amistad con el  reconocido poeta Francisco Mollá Montesinos.
Pese a que al tiempo que se certifica su ascenso y valor en el frente, se lleva a cabo su cese en el ejército, ya que la ley excluía a las mujeres del ejército; Remedios continua en las filas del ejército formando parte del Estado Mayor de Manuel Tagüena hasta el final de la guerra.
Durante un tiempo estuvo en el sector de El Escorial ocupando un cargo en el abastecimiento de víveres y suministros para la compañía. Durante ese tiempo se trasladaba a Petrel, donde hacía de enlace entre los soldados del frente y sus familiares de Alicante; y donde empezaba a ser popular gracias a una canción sobre ella.
En el verano del 37  la nueva División de la Teniente Remedios organizó e instruyó al personal de la zona de Madrid. A principios de diciembre de ese mismo año se forma la División Táctica de Reserva con el Estado Mayor de Tagüeña, y varias Brigadas Mixtas que se convertirán en una Unidad de Choque Especial, que será trasladada al frente de Aragón y cedida al XV Cuerpo de Ejército. A finales de 1938 el ejército se repliega a la retaguardia y en febrero de 1939 los militares del Ejército del Ebro, entre los que se encuentra Remedios, cruzan en retirada la frontera con Francia por el paso de Port Bou.

### Exilio en Francia
Estuvo recluida durante meses en el campo de concentración de Argelès-sur-Mer, donde conoció al exiliado español Tomás Gómez con quien se casó y tuvo una hija llamada Elisa.
Pese a poder haberse exiliado a la Unión Spviética o a Méjico, prefirió quedarse en Francia para estar más cerca de su familia. Al estallar la II Guerra Mundial Tomás Gómez fue alistado forzosamente en las Compañías de Trabajadores que abrían caminos o fortificaban la frontera como la conocida Línea Maginot, y acabó detenido y enviado a Normandía, de donde huyó y se refugió en París, donde fue detenido de nuevo. Cuando la guerra acabó Remedios se ganaba la vida trabajando de limpiadora en colegios y viviendas particulares y no hay constancia de que llevara a cabo ningún tipo de actividad política.

### Vuelta a España
En el año 1971 Remedios vuelve a España y se instala en una pequeña vivienda en Petrel, aunque no reside allí constantemente. Murió en 1985 y fue enterrada en His, Francia.

## Reconocimientos
En el año 2016 se llevó a cabo un audiovisual sobre La Teniente Remedios. La cinta tenía por guionista y director al historiador de Petrel, Boni Navarro Poveda.